# Hendrick Zuck
Hendrick Zuck (* 21. Juli 1990 in Püttlingen) ist ein deutscher Fußballspieler. Er steht seit der Saison 2018/19 beim deutschen Zweitligisten 1. FC Kaiserslautern unter Vertrag.

## Karriere
Zuck begann seine Karriere beim SC 1910 Großrosseln, wo er zwölf Jahre lang von seinem Vater trainiert wurde. 2004 ging er zu Borussia Neunkirchen. Ab 2009 wurde er in der ersten Mannschaft der Neunkirchener eingesetzt und bestritt 53 Oberligapartien. Im Juli 2010 wechselte er zum 1. FC Kaiserslautern, wo er bis 2012 in der zweiten Mannschaft spielte. Nach dem Abstieg der Lauterer aus der Fußball-Bundesliga 2012 erhielt er einen bis 2014 geltenden Profivertrag. Beim ersten Saisonspiel der Lauterer stand er in der Startelf und erzielte beim 3:3 gegen den 1. FC Union Berlin das zwischenzeitliche 3:2 für Kaiserslautern. Danach verpasste er bis zur Winterpause nur ein Ligaspiel.
Am 31. Januar 2013 wechselte Zuck in die Bundesliga zum SC Freiburg. In seiner ersten Halbserie stand er einmal im Kader, ohne dabei zum Einsatz gekommen zu sein, da ihn eine Fersenbeinentzündung außer Gefecht setzte. Sein Debüt für die zweite Mannschaft gab er am 24. April 2013 gegen Eintracht Frankfurt II. Am 3. August 2013 gab Zuck im Pokalspiel gegen die TSG Neustrelitz sein Pflichtspieldebüt in der ersten Mannschaft. Dabei schoss er in der Verlängerung beide Tore zum 2:0-Sieg. Insgesamt kam er in seinen 1½ Jahren beim Sportclub aber nur auf drei Pflichtspieleinsätze für die Profis.
Zur Saison 2014/15 wurde Zuck mit Kaufoption in die 2. Bundesliga an Eintracht Braunschweig ausgeliehen. Zuck entwickelte sich in Braunschweig zunächst zum Stammspieler und wurde nach 29 Einsätzen, in denen ihm drei Treffer und fünf Vorlagen gelangen, fest verpflichtet und mit einem Vertrag bis zum 30. Juni 2018 ausgestattet. In den folgenden Spielzeiten wurden seine Einsatzzeiten – teilweise durch Verletzungen bedingt – unregelmäßiger. 2017 erreichte er mit der Mannschaft den Relegationsplatz zum Aufstieg in die Bundesliga, wobei die Entscheidungsspiele gegen den VfL Wolfsburg verloren wurden.
Zur Saison 2018/19 kehrte er zum 1. FC Kaiserslautern zurück und unterschrieb beim Drittligisten einen Vertrag bis 2021. Anfangs spielte Zuck abwechselnd auf der linken und rechten Außenbahn in der Offensive. In der Rückrunde der ersten Saison verlor er seinen Stammplatz, den er sich im November 2019 zurückerkämpfte. Seit Februar 2021 wird Zuck auf der linken Defensivseite eingesetzt. Im Juni 2021 wurde der Vertrag bis zum Ende der Saison 2022/23 verlängert. Ab der Saison 2021/22 war Zuck nach Jean Zimmer stellvertretender Kapitän der Mannschaft. In dieser Saison stieg Zuck mit der Mannschaft in die 2. Bundesliga auf. Dort konnte er seinen Stammplatz in der ersten Saison (9. Platz in der Abschlusstabelle) behaupten, verlor ihn aber zu Beginn der Saison 2023/24 an den Neuzugang Tymoteusz Puchacz. Ende Januar 2024 zog sich Zuck im Training einen Kreuzbandriss zu. Im Sommer 2024 wurde sein Vertrag um ein Jahr verlängert. Fast genau ein Jahr nach seiner Verletzung erlitt Zuck, der sich bis dahin noch in der Rehabilitation befand, erneut eine Verletzung am Kreuzband. Im Juni 2025 wurde sein Vertrag erneut verlängert; er gehört jedoch nicht mehr dem Profikader an, sondern soll in der zweiten Mannschaft eingesetzt werden.